# Seznam francoskih arheologov
Seznam francoskih arheologov.

## A
Etienne Aymonier - 

## B
Anatole Jean-Baptiste Antoine De Barthelemy - Jean-Jacques Barthélemy - Anatole Jean-Baptiste Antoine de Barthélemy - Charles Ernest Beulé - Jacques Boucher de Crèvecœur de Perthes - Henry Breuil

## C
Comte de Caylus (Anne-Claude-Philippe de Caylus) - Jean-François Champollion - Jacques Joseph Champollion-Figeac - Désiré Charnay - Charles Othon Frédéric Jean-Baptiste de Clarac - Jean Clottes - Théophile Corret de la Tour d'Auvergne -

## D
Joseph Déchelette - Jean-Jacques Delannoy - Vivant Denon - Jules Desnoyers - Adolphe Napoléon Didron -

## E
Toussaint-Bernard Emeric-David - Jean-Yves Empereur

## F
Honoré Flaugergues - Alfred A. Foucher - 

## G
Jean-Baptiste Gail - Antoine Galland - Roman Ghirshman - 

## H
Joseph Halévy - Ernest Hebrard - 

## L
Pierre Henri Larcher - Emmanuel Laroche - Louis Lartet - Édouard Lartet - Gustave Le Bon - François Lenormant - Ludovic-Napoléon Lepic - André Leroi-Gourhan - Jean Antoine Letronne -

## M
Nicholas Mahudel - Gaston Maspero - Prosper Mérimée - Jacques de Morgan

## N
Jean Nougayrol

## O
Jérémie Jacques Oberlin - 

## P
André Parrot - Paul Pelliot -

## Q
Quatremère de Quincy - Jules Etienne Joseph Quicherat - 

## R
Felix Ravaisson-Mollien - Salomon Reinach - Theodore Reinach - Desiré-Raoul Rochette - 

## S
Jean Baptiste Louis George Seroux D'Agincourt - Joseph Sinel -  Jacques Spon - Laurette Séjourné -

## V
Jean-Yves Verd'hurt - Stéphane Verger - Paul Veyne - Dominique Vivant - 